# Landkreis Greiz
Der Landkreis Greiz ist ein Landkreis im Osten des Freistaats Thüringen mit der Kreisstadt Greiz. Raumordnerisch gehört der Kreis zur Planungsregion Ostthüringen und ist Mitglied der Planungsgemeinschaft Ostthüringen.
|  |  |

## Geografie
Nachbarkreise sind im Norden der zu Sachsen-Anhalt gehörende Burgenlandkreis und die kreisfreie Stadt Gera, im Nordosten der Landkreis Altenburger Land, im Osten der sächsische Landkreis Zwickau, im Süden der ebenfalls sächsische Vogtlandkreis und im Westen der Saale-Orla-Kreis und der Saale-Holzland-Kreis. Der Süden des Landkreises gehört zum Thüringer Schiefergebirge, während der Norden zur Leipziger Tieflandsbucht (Saale-Elster-Sandsteinplatte) hin abfällt. Die bedeutendsten Flüsse sind die im Osten des Kreises fließende Weiße Elster und ihr linker Nebenfluss Weida, die mehrfach zu Trinkwassertalsperren angestaut ist. 213 km² des Landkreises sind mit Wald bedeckt, 13,3 km² sind Wasserflächen. Höchste Erhebung ist mit 535,5 m ü. NHN der Allrichberg bei Bernsgrün.

## Geschichte
Historisch ist der Landkreis ein Teil des Vogtlandes und besteht aus vier ehemaligen Fürstentümern.
Einen Landkreis Greiz gab es durchgehend seit der Gründung des Landes Thüringen im Jahr 1920 (siehe auch Landkreis Greiz (1922–1952)). In seiner heutigen Form entstand der Landkreis am 1. Juli 1994 durch Zusammenlegung der Landkreise Gera, Zeulenroda und Greiz. Zum Altkreis Greiz gehörten bis zum 31. März 1992 die Stadt Elsterberg mit Noßwitz, die Gemeinde Görschnitz und bis zum 31. Juli 1994 die Gemeinde Cunsdorf. Sie fielen durch Bürgerentscheid an Sachsen, zu dem sie auch bis 1952 gehört hatten.

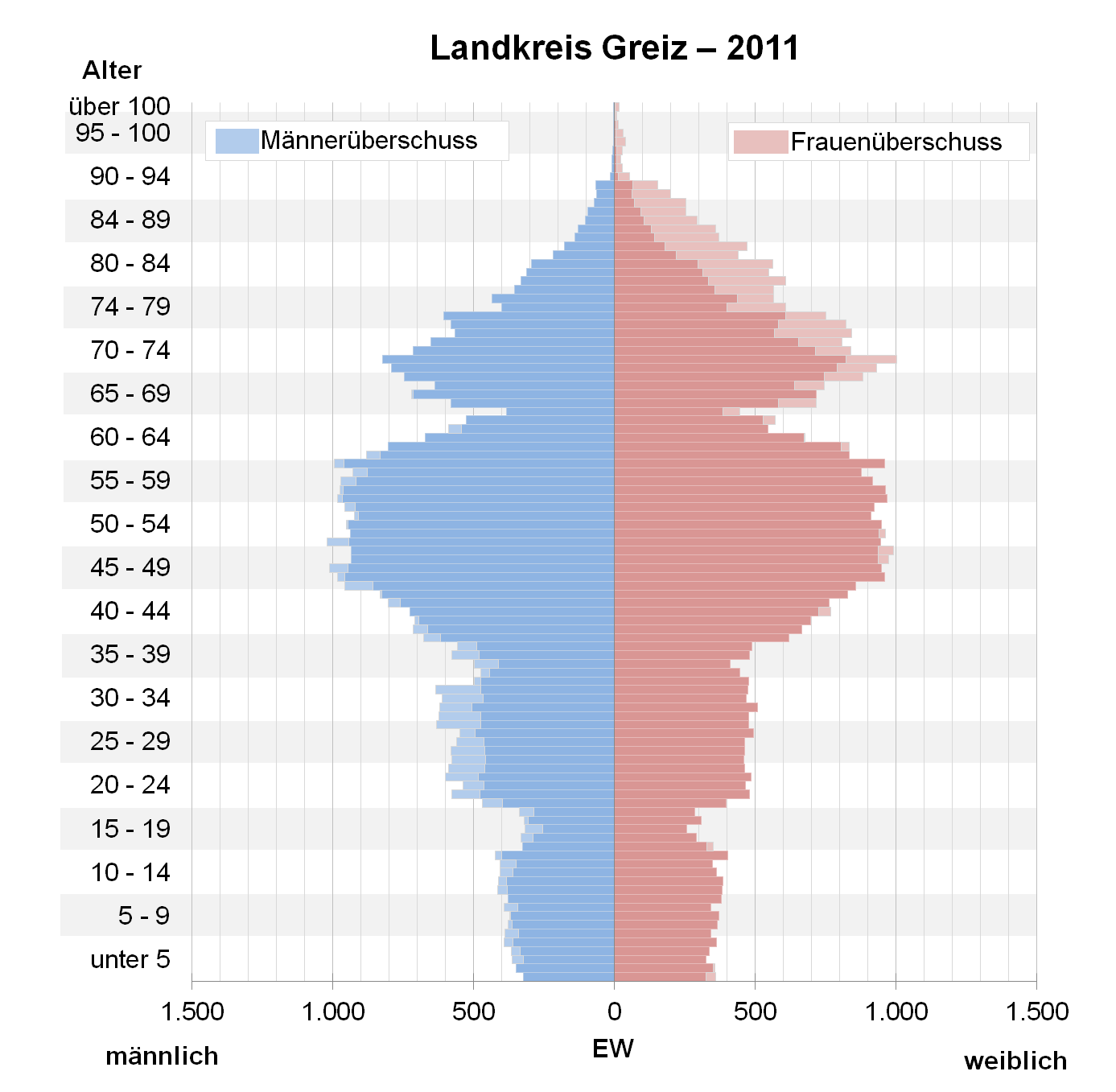
Bevölkerungspyramide für den Kreis Greiz (Datenquelle: Zensus 2011)

## Einwohnerentwicklung
| Jahr | Einwohner |
| ---- | --------- |
| 1994 | 127.861   |
| 1995 | 127.536   |
| 1996 | 127.186   |
| 1997 | 126.815   |
| 1998 | 126.137   |
| 1999 | 125.156   |
| 2000 | 123.869   |
| 2001 | 122.459   |

| Jahr | Einwohner |
| ---- | --------- |
| 2002 | 121.129   |
| 2003 | 119.500   |
| 2004 | 118.053   |
| 2005 | 116.320   |
| 2006 | 114.384   |
| 2007 | 112.682   |
| 2008 | 110.747   |
| 2009 | 109.003   |

| Jahr | Einwohner |
| ---- | --------- |
| 2010 | 107.555   |
| 2011 | 106.002   |
| 2012 | 103.297   |
| 2013 | 102.167   |
| 2014 | 101.382   |
| 2015 | 101.114   |
| 2016 | 099.717   |
| 2017 | 099.275   |

| Jahr | Einwohner |
| ---- | --------- |
| 2018 | 98.159    |
| 2019 | 97.398    |
| 2020 | 96.668    |
| 2021 | 96.102    |
| 2022 | 95.281    |
| 2023 | 94.488    |
| 2024 | 93.707    |

Datenquelle: ab 1994 Thüringer Landesamt für Statistik – Werte vom 31. Dezember

## Politik

### Landrat
Landrat des Kreises ist seit 2024 Ulli Schäfer (CDU). Zuvor war seit der Bildung des Landkreises Greiz im Jahr 1994 Martina Schweinsburg (CDU) Landrätin.

### Kreistag
Die 46 Sitze im Kreistag verteilen sich seit der Kommunalwahl am 26. Mai 2024 folgendermaßen auf die einzelnen Parteien:
| Kreistagswahl Greiz 2024Wahlbeteiligung: 67,5 % 403020100 36,326,811,17,05,65,24,62,01,4keine CDUAfDBSWIWA–PRdSPDPK–FWGfLinkeGrüneFDPSonst.Gewinne und Verlusteim Vergleich zu 2019 %p 12 10 8 6 4 2 0 −2 −4 −6 −8−0,4+6,4+11,1−1,0−3,3+0,3−7,4−2,2−2,0−1,4CDUAfDBSWIWA–PRSPDPK–FWGLinkeGrüneFDPSonst.Anmerkungen:d IWA – PRO REGION Interessengemeinschaft für Wirtschaft und Arbeitf Pro Kommune – Freie Wählergemeinschaft | Sitzverteilung im Kreistag Greiz seit 2024Insgesamt 46 Sitze - Linke: 2 - BSW: 5 - SPD: 3 - Grüne: 1 - IWA–PR: 3 - PK–FWG: 2 - FDP: 1 - CDU: 17 - AfD: 12 |

## Wirtschaft

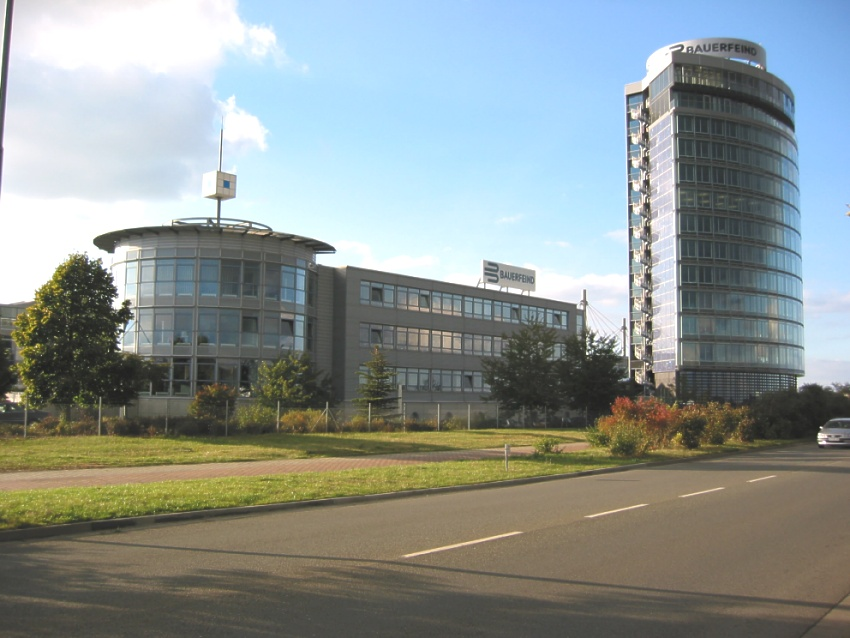
Bauerfeind AG in Zeulenroda-Triebes

Rund 8000 Firmen – vor allem im klein- und mittelständischen Bereich – sind im Landkreis Greiz ansässig. Wichtige Zweige im verarbeitenden Gewerbe sind die chemische Industrie, speziell die Gummi- und Kunststoffwarenherstellung, die Textilindustrie, die Lebens- und Genussmittelindustrie, die Holzverarbeitung sowie die metallverarbeitende Industrie. Die Köstritzer Schwarzbierbrauerei und das Chemiewerk Bad Köstritz, die Bauerfeind-Gruppe (Zeulenroda-Triebes), die Breckle Matratzenwerk Weida GmbH (Weida) und die Wismut GmbH gehören zu den großen Arbeitgebern des Landkreises. Eine Fläche von etwa 520 km² wird landwirtschaftlich genutzt. Das Bruttoinlandsprodukt betrug im Jahre 2007 1.864 Millionen Euro. Gemeinsam mit der Stadt Gera ist der Landkreis Greiz Träger der Sparkasse Gera-Greiz.
Im Zukunftsatlas 2016 belegte der Landkreis Greiz Platz 349 von 402 Landkreisen und kreisfreien Städten in Deutschland und zählt damit zu den Regionen mit „hohen Zukunftsrisiken“.

## Verkehr

### Straßenverkehr
Der Landkreis Greiz wird von den Bundesautobahnen 4 (Dreieck Kirchheim/A 7 – Eisenach – Gera – Dresden – Görlitz – Grenzübergang PL) und 9 (Berlin – Leipzig – Nürnberg – München) durchzogen. Außerdem verläuft unweit die Bundesautobahn 72 (Hof – Chemnitz).
Weitere wichtige Straßen sind die in Nord-Süd-Richtung weitgehend zur A 9 parallel verlaufenden Bundesstraßen
- 2 (Berlin – Leipzig – Gera – Schleiz – Nürnberg – München) sowie
- 92 (Gera – Greiz – Plauen – Grenzübergang CZ).

In ost-westliche Richtung verlaufen die Bundesstraßen
- 7 (Grenzübergang NL – Düsseldorf – Kassel – Eisenach – Erfurt – Jena – Gera – Altenburg – Rochlitz),
- 175 (Harth-Pöllnitz – Weida – Zwickau – Nossen) und
- 94 (Schleiz – Zeulenroda – Greiz – Reichenbach – Rodewisch).

### Öffentlicher Verkehr
Der öffentliche Personennahverkehr (ÖPNV) wird größtenteils von der Verkehrsgemeinschaft des Landkreises Greiz erbracht. Zu dieser gehören vier Unternehmen, von denen zwei in kommunaler Hand sind: Die Personen- und Reiseverkehrsgesellschaft Greiz mbH (PRG) sowie die RVG Regionalverkehr Gera/Land GmbH, die unter dem Dach der Service- und Verwaltungsgesellschaft Greiz (SVG GRZ) zusammengeschlossen sind. Weiterhin bedienen die Unternehmen Omnibusbetrieb Dipl.-Ing. (FH) Günter Herzum und Omnibusbetrieb Hartmut Piehler Linienverkehr im nordöstlichen Landkreis.

### Schienenverkehr
Durch den Landkreis verlaufen die in Betrieb befindlichen Bahnstrecken
- Gera–Weischlitz
- Gößnitz–Gera
- Leipzig–Probstzella
- Weimar–Gera
- Werdau–Mehltheuer (Betrieb nur auf dem Abschnitt Weida–Mehltheuer).

Die Strecken Gößnitz–Gera und Weimar–Gera sind Teil der Mitte-Deutschland-Verbindung. Knotenpunkt für den regionalen und überregionalen Bahnverkehr ist der Geraer Hauptbahnhof. Dort besteht auch Anschluss an das InterCity-Netz der DB. Die SPNV-Linien, die durch den Kreis verlaufen, ermöglichen die Anbindung an regionale Oberzentren wie Erfurt, Hof (Saale), Jena, Leipzig und Plauen.
In der Nähe der Kreisstadt Greiz befindet sich wenige hundert Meter hinter der Kreis- und Landesgrenze die Göltzschtalbrücke (Teil der Bahnstrecke Leipzig–Hof und der Sachsen-Franken-Magistrale). Die benachbarten ehemaligen Fernbahnhöfe Plauen (Vogtl) ob Bf und Reichenbach (Vogtl) ob Bf sind für Reisende aus dem südlichen Teil des Kreises von Bedeutung.
Zu den seit 1990 stillgelegten Bahnstrecken gehören die Strecken Neumark–Greiz und Zeulenroda unt Bf–Zeulenroda ob Bf.

### Luftverkehr
Auf dem Gebiet des Landkreises befindet sich der Sonderlandeplatz Greiz-Obergrochlitz. In den benachbarten Kreisen befinden sich die Verkehrslandeplätze Altenburg-Nobitz, Auerbach (Vogtl.), Gera-Leumnitz, Jena-Schöngleina und Zwickau.
Nächstgelegene internationale Flughäfen sind Leipzig/Halle, Erfurt und Dresden.

### Wasserstraßen
Für den Gütertransport nutzbare Flüsse gibt es nicht.

## Gemeinden
Greiz und Zeulenroda-Triebes sind als Mittelzentren ausgewiesen.
Grundzentren sind Auma-Weidatal, Berga-Wünschendorf, Münchenbernsdorf, Ronneburg, Weida sowie funktionsteilig und kreisübergreifend Bad Köstritz/Crossen an der Elster.
(Einwohner am 31. Dezember 2024)
| Gemeinschaftsfreie Gemeinden 1. Auma-Weidatal, Stadt, Landgemeinde (3.324) 2. Berga-Wünschendorf, Stadt (5.840) 3. Greiz, Stadt (19.766) 4. Harth-Pöllnitz (2.622) 5. Kraftsdorf (3.646) 6. Mohlsdorf-Teichwolframsdorf, Landgemeinde (4.447) 7. Ronneburg, Stadt (4.971) | Erfüllende Gemeinden 1. Bad Köstritz, Stadt (3.651), erfüllende Gemeinde auch für 1. Caaschwitz (610) 2. Langenwetzendorf (3.942), erfüllende Gemeinde auch für 1. Hohenleuben, Stadt (1.373) 3. Weida, Stadt (7.939), erfüllende Gemeinde auch für 1. Crimla (268) 4. Zeulenroda-Triebes, Stadt (15.677), erfüllende Gemeinde auch für 1. Langenwolschendorf (749) 2. Weißendorf (307) |  |

Verwaltungsgemeinschaften

*Sitz der Verwaltungsgemeinschaft
| - 1. Verwaltungsgemeinschaft Am Brahmetal (4295) 1. Bethenhausen (210) 2. Brahmenau (904) 3. Großenstein * (1169) 4. Hirschfeld (93) 5. Korbußen (411) 6. Pölzig (1060) 7. Reichstädt (318) 8. Schwaara (130) | - 2. Verwaltungsgemeinschaft Ländereck (4432) 1. Braunichswalde (611) 2. Endschütz (323) 3. Gauern (121) 4. Hilbersdorf (194) 5. Kauern (444) 6. Linda b. Weida (416) 7. Paitzdorf (405) 8. Rückersdorf (674) 9. Seelingstädt * (1147) 10. Teichwitz (97) | - 3. Verwaltungsgemeinschaft Münchenbernsdorf (5848) 1. Bocka (481) 2. Hundhaupten (329) 3. Lederhose (261) 4. Lindenkreuz (431) 5. Münchenbernsdorf, Stadt * (2842) 6. Saara (577) 7. Schwarzbach (218) 8. Zedlitz (709) |
| - Kommunalverbünde 1. Städteverbund Nordöstliches Vogtland | | |

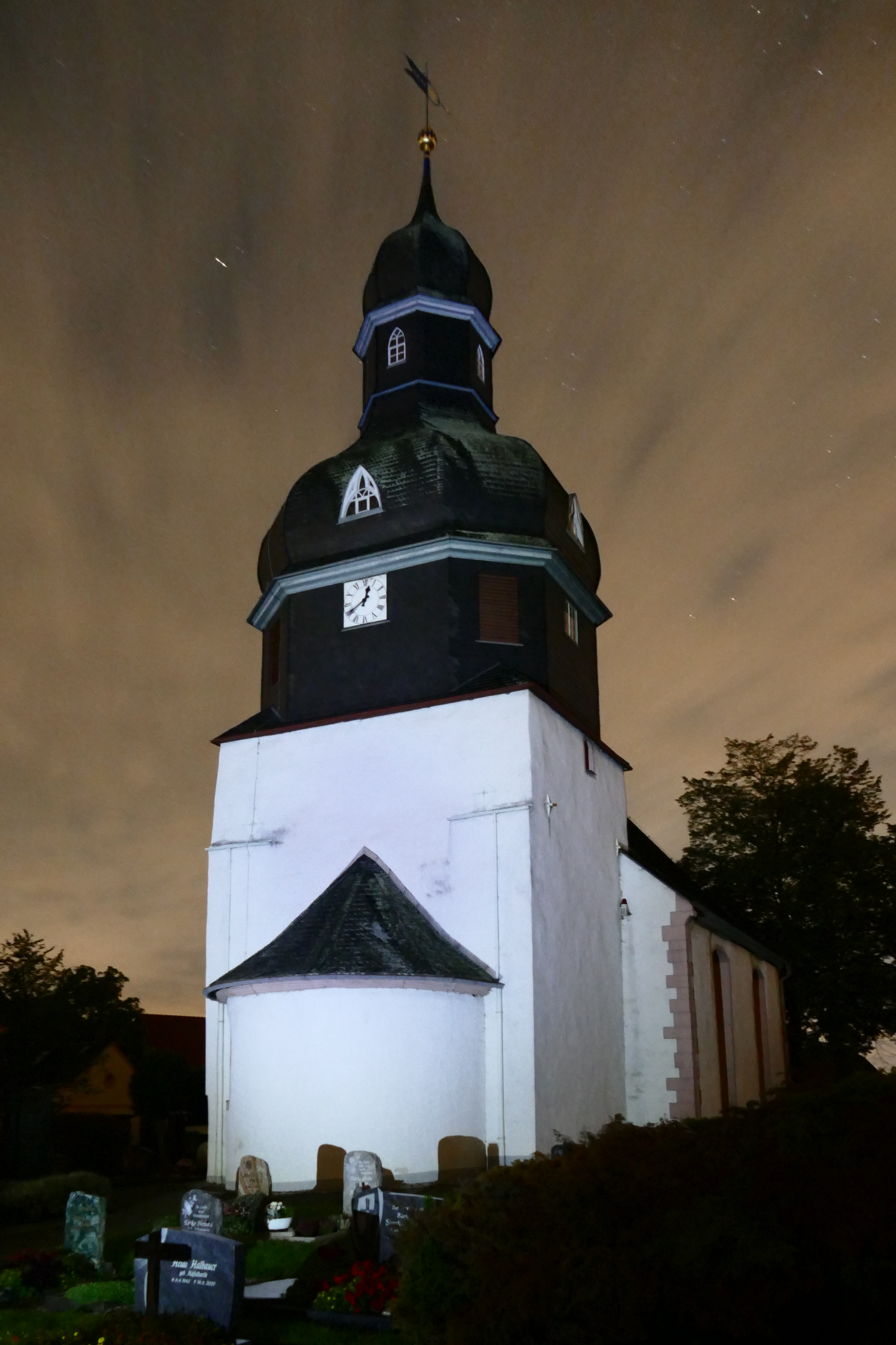
Dorfkirche in Linda, 2022

Zu den Begriffen „Verwaltungsgemeinschaft“ beziehungsweise „erfüllende Gemeinde“ siehe Verwaltungsgemeinschaft und erfüllende Gemeinde (Thüringen).

## Kultur und Natur
Im Landkreis befinden sich fünf ausgewiesene Naturschutzgebiete (Stand Januar 2017).
Es gibt auch eine Liste der Kirchengebäude im Kreis.

## Gebietsveränderungen

### Gemeinden
- Auflösung der Stadt Berga/Elster und der Gemeinde Wünschendorf/Elster – Zusammenschluss zur Stadt Berga-Wünschendorf (1. Januar 2024)
- Auflösung der Gemeinde Hartmannsdorf – Eingemeindung in die Stadt Bad Köstritz (1. Januar 2023)
- Auflösung der Gemeinde Kühdorf – Eingemeindung nach Langenwetzendorf (1. Januar 2023)
- Auflösung der Gemeinde Neumühle/Elster – Eingemeindung in die Stadt Greiz (31. Dezember 2019)
- Auflösung der Gemeinden Hohenölsen, Steinsdorf und Schömberg – Eingemeindung in die Stadt Weida (31. Dezember 2013)
- Auflösung der Gemeinden Hain, Lunzig, Neugernsdorf und Wildetaube – Eingemeindung nach Langenwetzendorf (31. Dezember 2013)
- Auflösung der Einheitsgemeinde Vogtländisches Oberland – Eingliederung der Ortsteile Cossengrün, Hohndorf, Schönbach und des Gebiets Eubenberg (Ortsteil Arnsgrün) in die Stadt Greiz sowie der Ortsteile Arnsgrün (ohne Eubenberg), Bernsgrün und Pöllwitz in die Stadt Zeulenroda-Triebes (31. Dezember 2012)
- Auflösung der Gemeinden Mohlsdorf und Teichwolframsdorf – Zusammenschluss zur neuen Gemeinde Mohlsdorf-Teichwolframsdorf (1. Januar 2012)
- Auflösung der Stadt Auma und der Gemeinden Braunsdorf, Göhren-Döhlen, Staitz und Wiebelsdorf – Zusammenschluss zur neuen Stadt Auma-Weidatal (1. Dezember 2011)
- Auflösung der Gemeinden Merkendorf, Silberfeld und Zadelsdorf – Eingliederung in die Stadt Zeulenroda-Triebes (1. Dezember 2011)
- Auflösung der Stadt Triebes – Eingliederung in die Stadt Zeulenroda, welche in Zeulenroda-Triebes umbenannt wird (1. Februar 2006)
- Auflösung der Gemeinden Arnsgrün, Bernsgrün, Cossengrün, Hohndorf, Pöllwitz und Schönbach – Zusammenschluss zur neuen Gemeinde Vogtländisches Oberland (1. Juli 1999)
- Auflösung der Gemeinde Dörtendorf – Eingliederung in die Stadt Triebes (1. April 1999)
- Auflösung der Gemeinde Friedmannsdorf – Eingliederung in die Gemeinde Seelingstädt (1. Januar 1997)
- Auflösung der Gemeinden Kleinreinsdorf und Waltersdorf – Eingliederung in die Gemeinde Teichwolframsdorf (1. Januar 1997)
- Auflösung der Gemeinde Kraftsdorf, Niederndorf, Rüdersdorf und Töppeln – Neubildung der Gemeinde Kraftsdorf (1. Januar 1997)
- Auflösung der Gemeinden Daßlitz und Nitschareuth – Eingliederung in die Gemeinde Langenwetzendorf (1. Januar 1996)
- Auflösung der Gemeinden Harth und Pöllnitz – Zusammenschluss zur neuen Gemeinde Harth-Pöllnitz (21. Dezember 1995)
- Auflösung der Gemeinde Mosen – Eingemeindung in die Gemeinde Wünschendorf/Elster (2. September 1995)
- Ausgliederung des Ortsteils Cunsdorf aus Schönbach nach Sachsen (1. August 1994)

### Verwaltungsgemeinschaften und erfüllende Gemeinde
- Ausscheiden der Gemeinde Wünschendorf/Elster aus der Verwaltungsgemeinschaft Wünschendorf/Elster (1. Januar 2024)
- Die Stadt Bad Köstritz ist nicht länger erfüllende Gemeinde für Hartmannsdorf (1. Januar 2023)
- Die Gemeinde Langenwetzendorf ist nicht länger erfüllende Gemeinde für Kühdorf (1. Januar 2023)
- Die Stadt Greiz ist nicht länger erfüllende Gemeinde für Neumühle/Elster (31. Dezember 2019)
- Auflösung der Verwaltungsgemeinschaft Leubatal – Aufteilung auf die Stadt Weida, die Gemeinde Langenwetzendorf und die Verwaltungsgemeinschaft Wünschendorf/Elster, Langenwetzendorf wird erfüllende Gemeinde für Hohenleuben und Kühdorf (31. Dezember 2013)
- Die Stadt Berga/Elster ist nicht länger erfüllende Gemeinde für Mohlsdorf und Teichwolframsdorf (1. Januar 2012)
- Erweiterung der Verwaltungsgemeinschaft Ländereck um die Gemeinde Wünschendorf/Elster (1. Januar 2012)
- Auflösung der Verwaltungsgemeinschaft Auma-Weidatal – Aufteilung auf die Städte Auma-Weidatal und Zeulenroda-Triebes (1. Dezember 2011)
- Die Stadt Berga/Elster wird erfüllende Gemeinde für Mohlsdorf und Teichwolframsdorf (1. Januar 2008)
- Die Stadt Triebes ist nicht länger erfüllende Gemeinde für Weißendorf – Die neugebildete Stadt Zeulenroda-Triebes bleibt erfüllende Gemeinde für Langenwolschendorf und wird erfüllende Gemeinde für Weißendorf (1. Februar 2006)
- Auflösung der Verwaltungsgemeinschaft Vogtländisches Oberland – Bildung einer neuen Gemeinde Vogtländisches Oberland (1. Juli 1999)
- Die Stadt Triebes ist nicht länger erfüllende Gemeinde für Dörtendorf (31. März 1999)
- Die Stadt Zeulenroda wird erfüllende Gemeinde für Langenwolschendorf (1. Januar 1997)
- Die Stadt Bad Köstritz wird erfüllende Gemeinde für Hartmannsdorf (15. März 1996)
- Auflösung der Verwaltungsgemeinschaft Erlbach-Stübnitzthal – Neubildung der Gemeinde Kraftsdorf, Bad Köstritz wird erfüllende Gemeinde für Hartmannsdorf (14. März 1996)
- Auflösung der Verwaltungsgemeinschaften Auma und Weidatal – Neubildung der Verwaltungsgemeinschaft Auma-Weidatal (2. Januar 1996)
- Auflösung der Verwaltungsgemeinschaft Neumühle/Elster – Verteilung der Gemeinden auf die Gemeinden Langenwetzendorf und Teichwolframsdorf; die Stadt Greiz wird erfüllende Gemeinde für Neumühle/Elster (31. Dezember 1995)
- Die Stadt Triebes wird erfüllende Gemeinde für Dörtendorf (31. Dezember 1995)
- Die Stadt Bad Köstritz wird erfüllende Gemeinde für Caaschwitz (30. Dezember 1995)
- Auflösung der Verwaltungsgemeinschaft Harth – Harth wird Bestandteil der neugegründeten Gemeinde Harth-Pöllnitz; die Stadt Weida wird erfüllende Gemeinde für Crimla (20. Dezember 1995)
- Erweiterung der Verwaltungsgemeinschaft Münchenbernsdorf um die Gemeinde Zedlitz (28. Juli 1995)
- Erweiterung der Verwaltungsgemeinschaft Ländereck um die Gemeinden Endschütz und Kauern (1. Juli 1995)
- Auflösung der Verwaltungsgemeinschaft Triebes – Triebes wird erfüllende Gemeinde für Weißendorf (30. März 1995)
- Erweiterung der Verwaltungsgemeinschaft Oberes Sprottetal um die Gemeinden Bethenhausen, Brahmenau, Hirschfeld, Korbußen, Pölzig und Schwaara (3. Februar 1995)
- Erweiterung der Verwaltungsgemeinschaft Ländereck um die Gemeinde Hilbersdorf (1. Juli 1994)

### Namensänderungen
- von Verwaltungsgemeinschaft Wünschendorf/Elster zu Verwaltungsgemeinschaft Ländereck (1. Januar 2024)
- von Verwaltungsgemeinschaft Ländereck zu Verwaltungsgemeinschaft Wünschendorf/Elster (7. Februar 2013)
- von Verwaltungsgemeinschaft Oberes Sprottetal zu Verwaltungsgemeinschaft Am Brahmetal (3. Februar 1995)

## Kfz-Kennzeichen
Anfang 1991 erhielt der Landkreis das Unterscheidungszeichen GRZ. Es wird durchgängig bis heute ausgegeben. Vom 1. Juli 1994 bis zum 31. Januar 1995 wurde im Altkreis Zeulenroda das Kürzel ZR ausgeteilt. Seit dem 24. November 2012 ist es wieder erhältlich.
Bis etwa zum Jahr 2000 erhielten Fahrzeuge aus den Teilkreisen besondere Erkennungsnummern:
| Gebiet          | Buchstaben | Zahlen      |
| --------------- | ---------- | ----------- |
| Teilkreis Greiz | A bis Z    | 1 bis 999   |
| Teilkreis Greiz | AA bis ZZ  | 1 bis 99    |
| Teilkreis Gera  | AA bis ZZ  | 100 bis 999 |

## Sonstiges
Der Landkreis Greiz richtete mit den Städten Ronneburg und Gera und dem Zentralverband Gartenbau die Bundesgartenschau 2007 aus. Besonders das Ausstellungsgelände im Landkreis Greiz war lange vom Uranbergbau (SDAG Wismut) geprägt. Die Rekultivierung stand im Mittelpunkt der Arbeiten am Buga-Gelände.